# Phomopsis urenae
Phomopsis urenae är en svampart som beskrevs av Punith., F.O. Freire & Poltr. 2002. Phomopsis urenae ingår i släktet Phomopsis och familjen Diaporthaceae.   Inga underarter finns listade i Catalogue of Life.